# Asplenium jaundeense
Asplenium jaundeense är en svartbräkenväxtart som beskrevs av Georg Hans Emmo Wolfgang Hieronymus. Asplenium jaundeense ingår i släktet Asplenium och familjen Aspleniaceae. Inga underarter finns listade.